# Zanthoxylum spondiifolium
Zanthoxylum spondiifolium är en vinruteväxtart som beskrevs av Nathaniel Wallich. Zanthoxylum spondiifolium ingår i släktet Zanthoxylum och familjen vinruteväxter. Inga underarter finns listade i Catalogue of Life.